# Formacja reaktywna
Formacja reaktywna to mechanizm obronny polegający na zastąpieniu w świadomości wzbudzającego lęk impulsu czy uczucia przez jego przeciwieństwo (np. zastąpienie nienawiści miłością). Pierwotny impuls utrzymuje się nadal, ale zostaje zamaskowany takim, który nie powoduje lęku. Formację reaktywną charakteryzuje przesadna demonstracyjność.